# Ainsi mentent les hommes
Ainsi mentent les hommes est un recueil de nouvelles de Kressmann Taylor, publié en 2004 aux éditions Autrement. Ce livre rassemble quatre nouvelles de l'auteur parues dans des journaux : Humiliation, Remords, Mélancolie et Solitude.

## Humiliation

### Présentation
Titre original: The Pale Green Fishes.
Publiée pour la première fois en 1953 dans la revue Women's Day puis en 1954 dans The Best American Short Storie's.

### Résumé
Un adolescent est confronté à la brutalité paternelle, à sa cruauté mais en même temps à l'idolatrie qu'il a envers cet adulte sec voire injuste.

## Remords

### Présentation
Titre original: The Red Slayer.
Inédit.

### Résumé
Encore une fois, un adolescent est confronté à la brutalité et à l'injustice, cette fois sous les traits d'un professeur acariâtre.

## Mélancolie

### Présentation
Titre original: The Midas Tree
Publié pour la première fois en 1956 dans la revue Women's Day.

### Résumé
C'est au tour d'une jeune fille (Stella) de se cogner au monde des adultes. Entourée dans le cocon protecteur mais oppressant de sa famille, ce sera sous les traits d'un vendeur au porte-à-porte que la cruauté et le mensonge apparaitront à Stella.

## Solitude

### Présentation
Titre original: The Blown Rose
Publié pour la première fois en 1953 dans la revue Woman's Day.

### Résumé
Jusqu'à présent, c'était par les yeux d'adolescents que l'auteur nous montrait du doigt les ambiguïtés et tensions des adultes. Dans cette dernière nouvelle, Alice Arnolds est témoin de toute la solitude de Mrs. Tevis, vieille dame qui vient remplacer sa femme de ménage l'espace d'une semaine.